# ROG 폰 5
ROG 폰 5(ROG Phone 5)는 에이수스가 3세대 ROG 폰 3에 이어 5세대 ROG 스마트폰 시리즈로 만든 안드로이드 게임밍 스마트폰이다. 2021년 3월 10일 런칭되었다.

## 모델
ROG 폰 5는 기본 모델이며 가격은 €799이다. ROG 폰 5 프로는 비슷한 사양의 조금 더 높은 사양의 모델이며, ROG 폰 5 얼티밋은 €1299의 최고급 모델이자 가장 비싼 모델이다.